# Sävsjö
Sävsjö er en by i Jönköpings län i Småland, Sverige.
Byen har 5.068 indbyggere og rummer bl.a. en væsentlig jernbanestation, hvor såvel regional- som fjerntog standser.
57°23′53″N 14°40′01″Ø / 57.397963°N 14.666926°Ø